# Action commune
Une action commune est un instrument par lequel les États membres de l'Union européenne décide d'une action au niveau de l'Union européenne.

## Sources